# Thập niên 780 TCN
Thập niên 780 TCN hay thập kỷ 780 TCN chỉ đến những năm từ 780 TCN đến 789 TCN.

## Sự kiện
783 TCN - Shalmaneser IV kế vị cha mình là Adad-nirari III làm vua của Assyria .
780 TCN - 560 TCN — Sự thành lập của các thuộc địa Hy Lạp. 

## Mất
785 TCN: Đỗ Bá , Tấn Mục hầu
783 TCN: Adad-nirari III
782 TCN: Chu Tuyên vương
781 TCN: Trần Vũ công